# كالفين فيليبس
كالفين فيليبس (بالإنجليزية: Kalvin Phillips)‏ (مواليد 2 ديسمبر 1995) هو لاعب كرة قدم إنجليزي يلعب كوسط مدافع في نادي مانشستر سيتي.

## روابط خارجية
- كالفين فيليبس على موقع الاتحاد الدولي (مؤرشف)  (الإنجليزية)
- كالفين فيليبس على موقع الاتحاد الأوربي (الإنجليزية)
- كالفين فيليبس على موقع إي إس بي إن إف سي (الإنجليزية)
- كالفين فيليبس على موقع قاعدة بيانات كرة القدم.إي يو (الإنجليزية)
- كالفين فيليبس على موقع ليكيب (الفرنسية)
- كالفين فيليبس على موقع ناشيونال فوتبول تيمز (الإنجليزية)
- كالفين فيليبس على موقع Soccerbase.com (لاعب) (الإنجليزية)
- كالفين فيليبس على موقع Soccerway.com (الإنجليزية)
- كالفين فيليبس على موقع عالم كرة القدم.نت (الإنجليزية)